# Kalvarienberg Ahrweiler

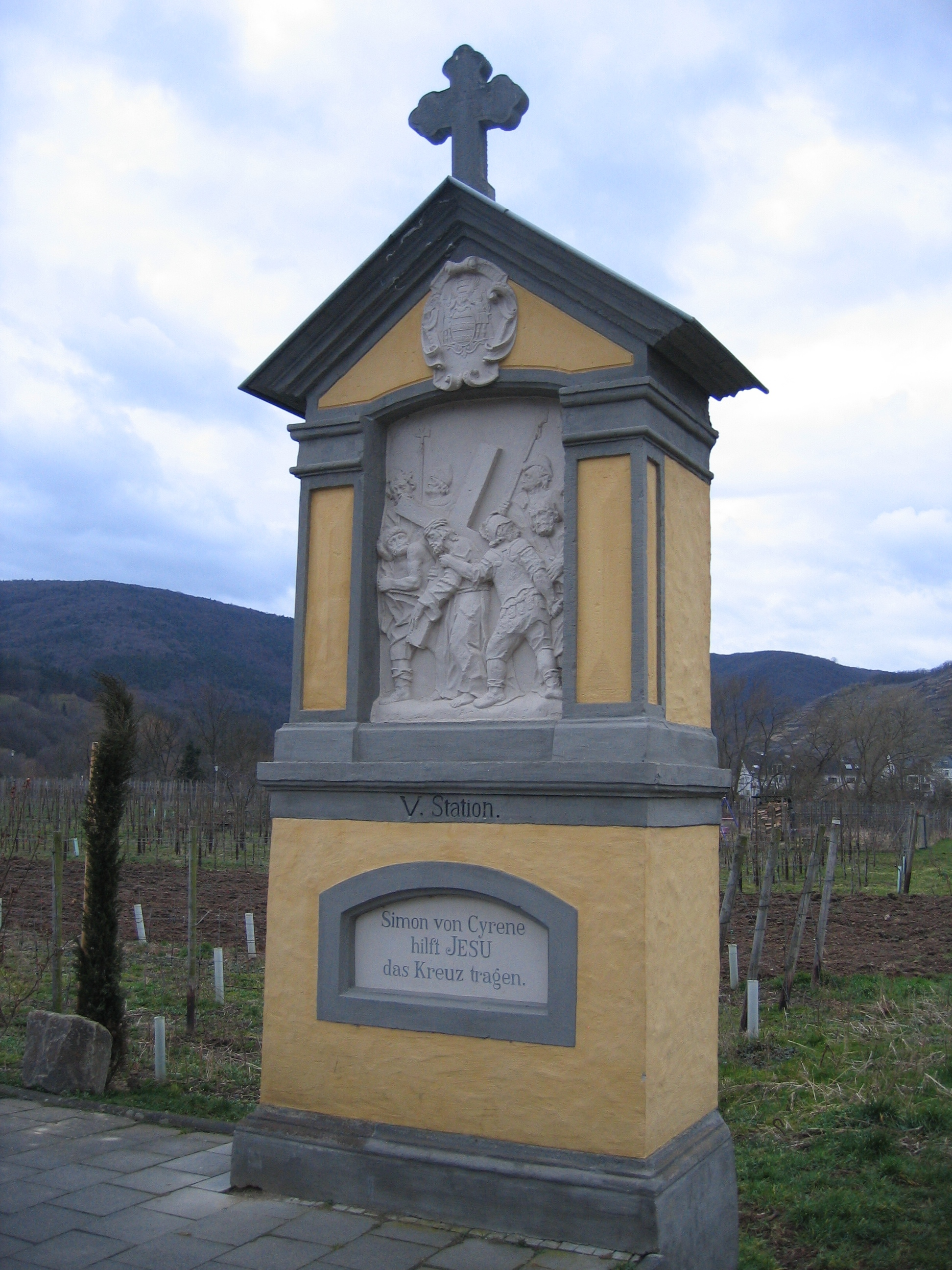
Fünfte Station des Kreuzweges in Ahrweiler

Der Kalvarienberg Ahrweiler ist ein Kreuzweg in Bad Neuenahr-Ahrweiler. Er wurde auf Initiative des Grafen von Blankenheim erbaut, der bei seiner Rückkehr aus dem Heiligen Land im Jahr 1440 zahlreiche Ähnlichkeiten zwischen der Umgebung von Ahrweiler und den Orten seiner Pilgerfahrt fand.
Die erste Kapelle des Kalvarienbergs wird 1502 erwähnt. Die Kreuzigungsgruppe mit den Statuen der Schmerzensmutter, Johannes des Täufers und Maria Magdalenas ist mit Ausnahme der letzteren erhalten und befindet sich heute außerhalb der Kirche. Der erste Kreuzweg wurde ab 1440 errichtet und stellte die sieben Fälle unter der Last des Kreuzes dar. Ein Sandsteinrelief, das heute im Städtischen Museum Bad Neuenahr-Ahrweiler ausgestellt ist, geht auf diesen ersten Kreuzweg zurück.
Nach einer Verordnung Clemens XII., der die Anzahl der Kreuzwegstationen auf 14 festlegte, wurde 1732 beschlossen, einen neuen Weg mit Bildstöcken zu errichten, die von wohlhabenden Familien Ahrweilers gestiftet wurden.